# Primadonna (film)
Primadonna är en amerikansk film från 1934 i regi av Howard Hawks. Filmen har valts ut att bevaras i amerikanska National Film Registry.

## Handling
Impressarion Oscar Jaffe gör modellen Mildred Plotka till en firad teaterstjärna under det nya namnet Lily Garland. Efter en tid finner Lily Oscar alltför kontrollerande och lämnar honom, och han gör då allt för att få henne att börja samarbeta med honom igen.

## Rollista
- John Barrymore - Oscar Jaffe
- Carole Lombard - Lily Garland / Mildred Plotka
- Walter Connolly - Oliver Webb
- Roscoe Karns - Owen O'Malley
- Ralph Forbes - George Smith
- Charles Levison - Max Jacobs / Max Mandelbaum
- Etienne Girardot - Mathew J. Clark
- Dale Fuller - Sadie
- Edgar Kennedy - Oscar McGonigle
- Billie Seward - Anita